# Murlo
Murlo é uma comuna italiana da região da Toscana, província de Siena, com cerca de 1.927 habitantes. Estende-se por uma área de 114,79 km², tendo uma densidade populacional de 17 hab/km². Faz fronteira com Buonconvento, Civitella Paganico (GR), Montalcino, Monteroni d'Arbia, Monticiano, Sovicille.

## Demografia
| Variação demográfica do município entre 1861 e 2011                               |
|                                                                                   |
| Fonte: Istituto Nazionale di Statistica (ISTAT) - Elaboração gráfica da Wikipedia |